# 大柴旦行政委员会
大柴旦行政委员会（藏語：ཚྭ་འདམ་ཆེ་བའི་ སྲིད་འཛིན་ཨུ་ཡོན་ལྷན་ཁང་།），是中华人民共和国青海省海西蒙古族藏族自治州下辖的一个县级行政区，位于柴达木盆地北部，是中国重要的矿业基地之一。大柴旦以大柴旦湖（也称“伊克柴达木淖尔”，蒙古语意为“大盐泽”）為名。大柴旦东与德令哈市毗邻，西与茫崖市相连，南隔察尔汗盐湖与格尔木市相望，北与甘肃省接壤，面积2.1万平方公里，下辖柴旦镇和锡铁山镇，总人口約2万人。大柴旦行政区的政府机关称为大柴旦行政委员会，是海西蒙古族藏族自治州人民政府的派出机构，与中共大柴旦工作委员会合署办公。

## 自然地理
大柴旦地区海拔较高，行政委员会驻地柴旦镇海拔3173米，气候终年多风少雨，年平均降水量为83.5毫米，无霜期为108天，年平均气温1.4摄氏度，属高原沙漠气候。大柴旦地区的河流均为内流河，湖泊多为盐湖，水源以周边山地冰雪融水和地下水为主要补给来源。区内多雅丹地貌、温泉。
大柴旦地区矿产丰富，铅、锌、金、银、铬、重晶石和煤矿蕴藏量大，另外在其盐湖中还富含硼、锂、芒硝、溴、食盐、钾和镁。其矿产保有储量潜在总价值估计为57560亿元人民币，约占青海省的三分之一。

## 历史沿革
- 隋唐时期，先後为吐谷浑、吐蕃辖地。
- 元代屬宣政院。明末清初由衛拉特蒙古和碩特部所據，清代為青海左翼盟和碩特北左翼旗驻地。
- 民國時期，隶属青海省都兰县。中华人民共和国成立后沿用。
- 1956年，设柴达木工作委员会、行政委员会，驻大柴旦。
- 1958年，海西蒙古族藏族自治州党委、人民政府迁至大柴旦。
- 1959年，设县级市，成为当时柴达木盆地政治、经济、文化和交通中心。
- 1964年，撤市设镇。
- 1992年，成立中共大柴旦工作委员会、大柴旦行政委员会，为海西州委、州政府的县级派出机构。[2]

## 行政区划
大柴旦行政委员会下辖2个镇：
柴旦镇和锡铁山镇。

## 人口
2020年11月1日零時，全國第七次人口普查數據顯示：全区常住人口为16287人。
2010年六普数据显示：全区常住人口为13671人，同2000年第五次全国人口普查相比，十年共增加4726人，增长52.83%，年平均增长率为4.33%。平均每个家庭户的人口为2人，比2000年第五次全国人口普查的2.4人减少了0.4人。常住人口性别比（以女性为100，男性对女性的比例）由2000年第五次全国人口普查的135.64上升为229.58，上升了93.94个百分点。全区常住人口中，0—14岁占8.54%；15—64岁占90.54%；65岁及以上的占0.92%。同2000年第五次全国人口普查相比，0—14岁人口的比重下降了9.49个百分点，15—64岁人口的比重上升了9.72个百分点，65岁及以上人口的比重下降了0.23个百分点。
全区常住人口中，汉族人口为10893人，占常住人口的79.68%；各少数民族人口为2778人，占常住人口的20.32%。其中：回族924人，占6.76%；哈萨克族457人，占3.34%；蒙古族419人，占3.06%；藏族395人，占2.89%；土族203人，占1.49%；撒拉族150人，占1.1%；其他民族230人，占1.68%。同2000年第五次全国人口普查相比，汉族人口增加了3216人，增长了41.89%；各少数民族人口增加了1510人，增长了119.08%。少数民族人口比重上升了6.14个百分点。
全区常住人口中，文盲人口（15岁及以上不识字的人）为514人，文盲率为4.11%。同2000年第五次全国人口普查相比，文盲人口持平，文盲率下降1.64个百分点。
全区常住人口分布：柴旦镇9750人，锡铁山镇3921人。柴旦镇常住人口中，镇区人口4755人，农牧区人口893人（其中马海公司147人，柴旦村及马海村746人），周边矿山企业及公路施工人数4102人。 锡铁山镇常住人口中，镇区人口3405人，周边地区人数516人。

## 经济
该地原为蒙古族和哈萨克族牧场，后随着采矿业的发展，汉族成为当地的优势人口。当地经济以矿业为支柱，铅、锌、岩金、重晶石、伴生银、伴生铬等7种矿产位居全省之首；湖盐、芒硝、溴、锂、铬等多种矿产也位居全省前列。优势矿种为铅、锌、岩金、硼、锂、煤。潜在优势矿种为钾盐、镁盐、重晶石、芒硝、溴等。这些矿产探明资源量保有储量潜在经济价值达57560亿元，分别占省、州矿产潜在经济价值总量的26%和38.37%。主要矿山均控制在西部矿业手中。2007年人均GDP达100419元人民币（约合13740美元）。近年来发展迅速，2016年完成地区生产总值29.9亿元，增长11.4%；完成规上工业增加值19.7亿元，增长11.8%；完成固定资产投资53.3亿元，增长17.1%；完成全区公共财政预算收入8.8亿元，其中地方公共财政预算收入2.8亿元，增长7.4%；城镇常住居民人均可支配收入26862元，增长9%；农村常住居民人均可支配收入11465元，增长9.2%；实现社会消费品零售总额1.54亿元，增长10.2%。